# Julio Aldama
Julio Aldama (Nueva Rosita, Coahuila, México; 20 de septiembre de 1931 - Ciudad de México; 9 de enero de 1989) fue un cantante, actor, guionista, director y productor de cine mexicano.

## Biografía
Julio Augurio Aguado Turrubiates, nombre real de Julio Aldama, nace en el pequeño poblado de Nueva Rosita, Coahuila en septiembre de 1931, deja su carrera de medicina en 1953, cuando Ángel Rabanal le brinda la oportunidad de trabajar como cantante en el programa El rancho del edén, que se transmitía por la XEQ, su amistad con Ismael Rodríguez, le reporta una oportunidad para debutar en cine, en la cinta Maldita ciudad (1954), es el mismo Rodríguez quien le ofrece el papel antagónico en Tizoc: Amor indio (1956); película que reunía como protagonistas a los que quizá fueron las más grandes estrellas del cine mexicano: María Félix y Pedro Infante, enseguida participaría en diversas cintas, por lo regular del género ranchero y en las que también interpretaba canciones, dado su talento natural para el canto, en este rubro a pesar de que no grabó mucho, se le llegó a considerar el mejor exponente de ranchero de la televisión.
Su consagración dentro de la actuación le llegaría de las manos de Luis Alcoriza, quien le ofrece sus dos cintas emblemáticas: Tlayucan (1962) con Norma Angélica Ladrón de Guevara, Anita Blanch y Noé Murayama y Tiburoneros (1963), que le reportarían diversos premios y muchas críticas favorables. Otras cintas memorables en las que participó fueron El hombre de papel (1963), Dos alegres gavilanes (1963), Amor y sexo (1964), en la que volvía a compartir set con la diva sonorense María Félix, esta vez como su pareja, Los cañones de San Sebastián (1968), una coproducción internacional con Anthony Quinn, Charles Bronson y Silvia Pinal, El pocho (1970), única cinta que dirigiera el famoso cómico Eulalio González “Piporro”, y Fe, Esperanza y Caridad (1974). En 1965 actuó en la coproducción Fuego en la sangre. 
A partir de los años 1970, Aldama forja una carrera como director, en este rubro su mayor logro, dado su éxito en taquilla fue la cinta Hermelinda Linda (1984) basada en la historieta del mismo nombre y que tuvo su continuación dos años después.  En televisión trabajó en varios programas musicales como: Noches tapatías, Así es mi tierra y Programa Nescafé, su última aparición en este medio fue en la telenovela El extraño retorno de Diana Salazar, protagonizada por Lucía Méndez.

## Muerte
Murió en la Ciudad de México, el 9 de enero de 1989, a la edad de 57 años, víctima de un infarto al miocardio.

## Filmografía parcial
actor
- Tiburoneros (1963)
- Lupe Balazos (1964)
- El tragabalas (1966)
- Dos quijotes sobre ruedas (1966)
- Hermelinda linda (1984)

## Reconocimientos

### Premios Ariel
| Año  | Categoría       | Película          | Resultado |
| ---- | --------------- | ----------------- | --------- |
| 1958 | Actor de cuadro | Tizoc: Amor indio | Nominado  |

### Diosa de plata PECIME
| Año  | Categoría   | Película | Resultado |
| ---- | ----------- | -------- | --------- |
| 1963 | Mejor actor | Tlayucan | Ganador   |